# Station Balsièges
Station Balsièges is een spoorwegstation in de Franse gemeente Balsièges.